# Rostislav Chudík
Rostislav Chudík (ur. 28 sierpnia 1962 w Litomierzycach) – słowacki siatkarz, a po zakończeniu kariery zawodniczej trener siatkarski.

## Kariera sportowa
- Żylina
- Brno
- Stambuł
- Opawa

## Kariera trenerska
- Brno (1996–1998) – II trener
- Żylina (1998–2003)
- Ostroj Opava (2003–2004)
- Mostostal-Azoty Kędzierzyn-Koźle (2004–2005)
- Ostroj Opava (2005–2007)
- BKSCh Delecta Bydgoszcz (2007–2008)
- Al-Ayn (2009[1]–2011)
- Chemes Humenné (2011–2012)
- Al Šabab Dubaj (2012[2]–2013?[3])
- SPU Nitra (2014[4]-?[5])
- BBTS Bielsko-Biała (2016[6]–2017[7])

Sukcesy trenerskie:
- srebrny medal Mistrzostw Słowacji (4-krotnie)
- brązowy medal Mistrzostw Słowacji
- brązowy medal Mistrzostw Czech (z Ostrojem Opava)